# Criciúma EC
Criciúma Esporte Clube (zwany po prostu Criciúma) – brazylijski klub piłkarski z siedzibą w Criciúma, w stanie Santa Catarina.
W stanie Santa Catarina głównymi rywalami klubu są dwa zespoły ze stolicy stanu Florianópolis – Avaí FC i Figueirense, oraz klub Joinville z miasta Joinville.

## Osiągnięcia
- Mistrz stanu Santa Catarina (Campeonato Catarinense) (10): 1968, 1986, 1989, 1990, 1991, 1993, 1995, 1998, 2005, 2013.
- Puchar stanu Santa Catarina: 1993
- Puchar Brazylii (Copa do Brasil): 1991
- Mistrz drugiej ligi brazylijskiej (Campeonato Brasileiro Série B): 2002
- Mistrz trzeciej ligi brazylijskiej (Campeonato Brasileiro Série C): 2006

## Historia
Klub założony został 13 maja 1948 roku pod nazwą Comerciário Esporte Clube. Z powodu kłopotów finansowych działalność klubu została zawieszona w latach 60. W 1976 roku początkowi członkowie klubu Comerciário Esporte Clube reaktywowali jego działalność. W roku 1978 klub zmienił nazwę na Criciúma Esporte Clube, a obecne czarno-żółte barwy przyjęte zostały w 1984 roku. Największym sukcesem klubu było zdobycie w 1991 Copa do Brasil, co pozwoliło w następnym roku zadebiutować klubowi Criciúma w Copa Libertadores. W następnych latach jednak klub spisywał się coraz mizerniej, aż w końcu doszło do spadku do drugiej ligi, a w fatalnym sezonie 2005 nawet do trzeciej. Mistrzostwo trzeciej ligi w 2006 roku pozwoliło klubowi Criciúma wrócić do drugiej ligi. W sezonie 2019 klub zajął 19. miejsce na 20 możliwych i zaliczył spadek do Série C.

### Czołowi piłkarze w historii klubu
- Jairo Lenzi
- Luiz Felipe Scolari
- Mahicon Librelato
- Paulo Baier
- Paulinho Criciúma
- Roberto Cavalo